# Alternativa para a Alemanha

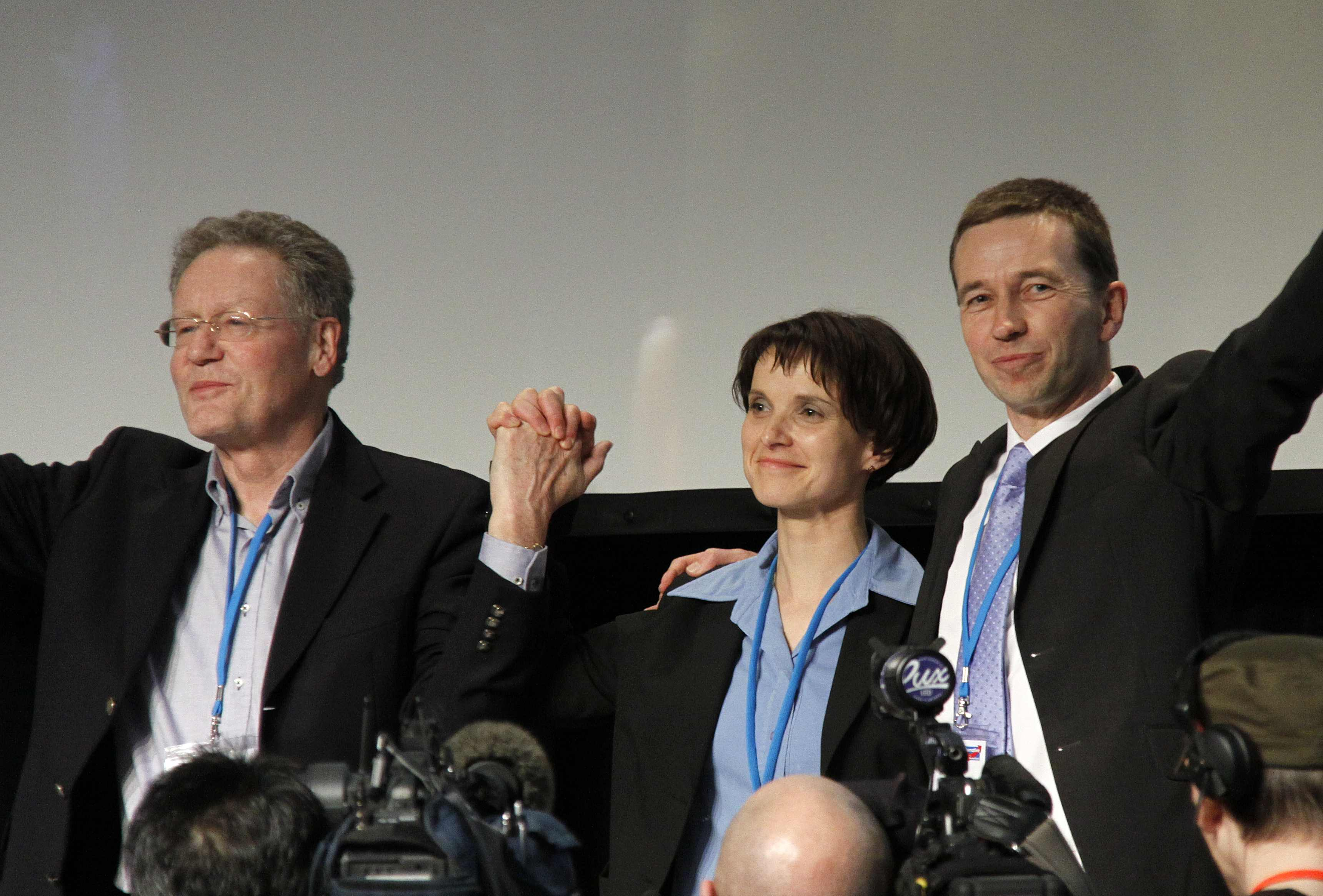
Konrad Adam, Frauke Petry e Bernd Lucke na convenção do partido federal em 14 de abril 2013

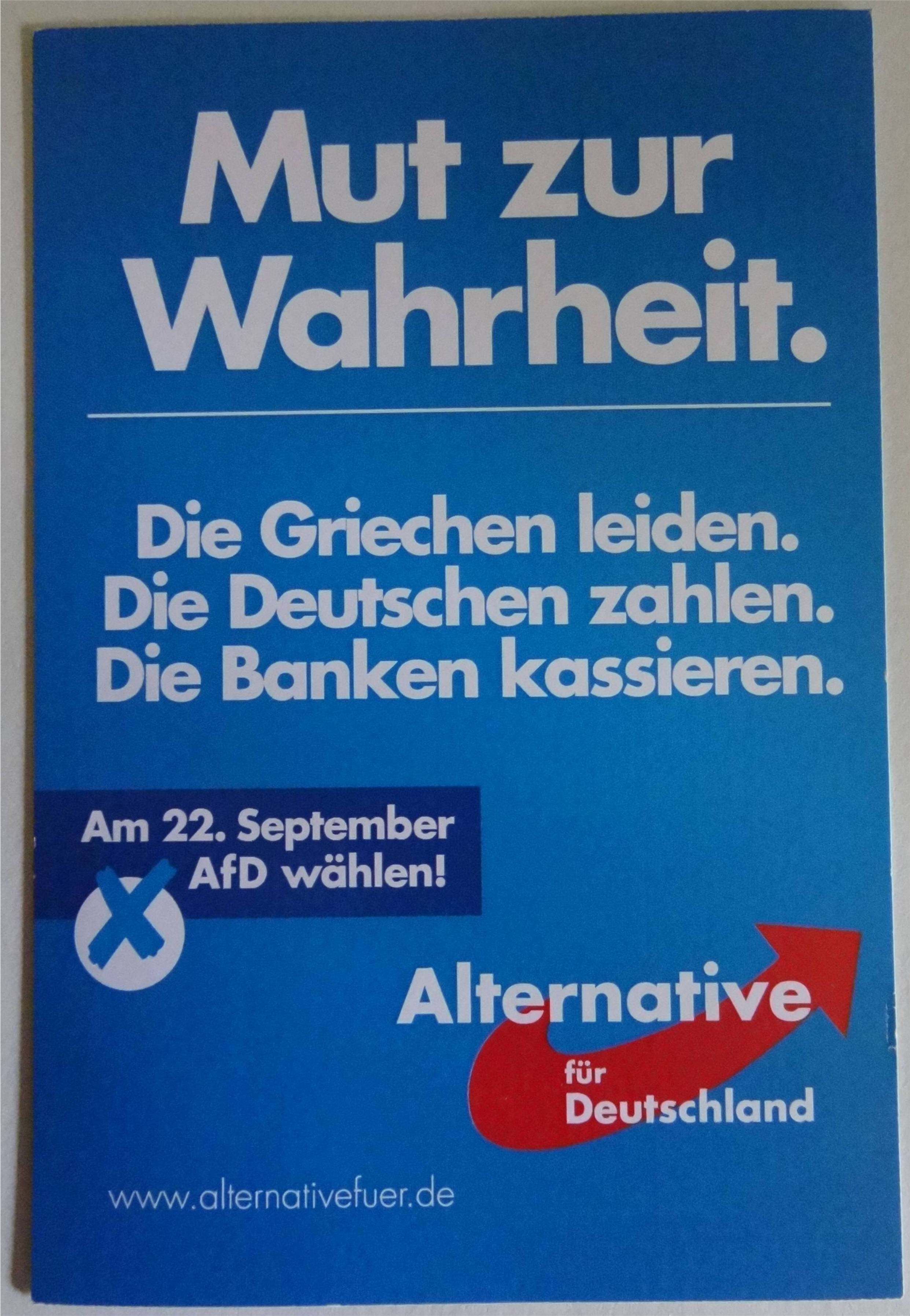
Cartaz eleitoral da AFD para as eleições federais alemãs de 2013. Ele diz: Vamos ter a coragem de dizer a verdade (para enfrentar as verdades) / Os gregos sofrem / Os alemães pagam / Os bancos colectam. / www.alternativefuer.de

Alternativa para a Alemanha (em alemão: Alternative für Deutschland, sigla AfD) é um partido político alemão populista de extrema-direita, fundado em Fevereiro de 2013. Fundadores do partido são Bernd Lucke, professor de Economia da Universidade de Hamburgo, o ex-jornalista do Frankfurter Algemeine Zeitung, Konrad Adam e um ex-político da CDU, Alexander Gauland. O congresso de fundação do novo partido na cena política alemã com 1 500 membros foi lançado oficialmente em 14 de Abril 2013, em Berlim. Em 4 de julho 2015, Frauke Petry foi eleita com 60% dos votos como única chefe do partido e primeira líder oficial da história do mesmo num congresso da AfD em Essen. A actual líder é Alice Weidel, que partilha a coordenação com Tino Chrupalla.
Desde 2015, a AfD tem estado cada vez mais aberta para trabalhar com grupos extremistas de extrema-direita, como PEGIDA. Facções internas da AfD têm tendências racistas, islamofóbicas, antissemitas e xenófobas ligadas a movimentos de extrema-direita, como o neonazismo e o movimento identitário.

## Fundação
A Alternativa para a Alemanha foi fundada nos inícios de 2013 por um grupo de professores universitários de economia e de direito e líderes empresariais alemães antiEuro, para contestar o envolvimento do país no socorro à zona do euro. O partido quer que a zona do euro seja dissolvida e que a Alemanha retorne a uma moeda nacional ou entre numa união monetária menor.
Em maio de 2015, o partido polarizou-se em duas facções, uma centrada em Lucke e suas políticas econômicas centrais e outro grupo liderado por Petry, que favorecia uma abordagem anti-imigração. O resultado foi que a facção de Lucke partiu para fundar um novo partido: a Aliança para o Progresso e a Renovação, que foi renomeado para Reformadores Conservadores Liberais em novembro de 2016.
Desde 2015, o AfD moveu-se ainda mais para a direita. O partido agora se assemelha a outros partidos populistas de direita radicais na Europa, mas é um tanto incomum porque mantém laços visíveis com grupos ainda mais extremistas.
Em março de 2020, o Escritório Federal para a Proteção da Constituição (em alemão: Bundesamt für Verfassungsschutz) classificou a facção nacionalista de extrema-direita conhecida como Der Flügel como "um esforço extremista de direita contra a ordem básica democrática livre" e como "não compatível com a Lei Básica” e, portanto, colocado sob vigilância de inteligência.

## História
A liderança do partido é composta por um grupo de conhecidos eurocéticos. O mais destacado defensor da agremiação é Hans-Olaf Henkel, ex-executivo-chefe da IBM Europa e ex-presidente da mais importante Associação Federal da Indústria Alemã. Entre outros nomes que apoiam o partido estão Wilhelm Hankel, Karl Albrecht Schachschneider e Joachim Starbatty, economistas que compartilham a co-autoria de livros defendendo a extinção do euro. Os três formalizaram uma queixa junto ao Tribunal Constitucional da Alemanha em 2010, dizendo que o apoio da Alemanha ao socorro da Grécia, um membro do grupo de países que adoptou o euro, desrespeitou a Constituição e a cláusula de não socorro inscrita no tratado da união monetária. O tribunal pronunciou-se contra eles em 2011.
A sigla quer uma alteração dos tratados da união monetária da UE, a fim de permitir que países deixem a zona do euro. Empréstimos adicionais alemãs para o fundo de estabilidade da zona do euro devem ser bloqueados para forçar outros países europeus a aceitar essa alteração dos tratados, defende o partido.
O partido vê-se como antieuro, mas pró-Europa e pró-UE. O argumento central do partido é que o euro é uma moeda falida, que ameaça a integração europeia por países empobrecendo com economias pouco competitivas, enquanto arruinando financeiramente países com economias competitivas. O partido é apoiado por centenas de economistas bem conhecidas da Alemanha. De acordo com pesquisas de opinião, cerca de um quarto do eleitorado alemão pode considerar votação para um partido que defende uma saída alemão da zona do euro.
O novo partido tem actualmente 34 mil membros (2023) e a prioridade da nova força política é criar novas pequenas federações a nível estadual em todo o país, para eleger os seus líderes e candidatos para as eleições de Setembro 2013. O partido assenta em duas linhas: a de que os empréstimos aprovados pelo Parlamento alemão aos países em dificuldades são ilegais (visão também de um grupo de economistas que tem desafiado as medidas no Tribunal Constitucional Federal da Alemanha e que apoia o novo partido); e a de que o euro, em vez de unir a Europa, está a dividi-la.
A partir de finais de 2014, a AfD começou a dividir-se em duas facções internas: uma, centrada em Bernd Lucke, mais centrada nas questões económicas e na crítica ao Euro e, outra, liderada por Frauke Petry, com um discurso próximo da direita populista e nacionalista, atacando a Imigração e alinhada com o PEGIDA.
Em Julho de 2015, no congresso da AfD realizado em Essen, Frauke Petry foi eleita líder do partido, conquistando 68% dos votos dos membros do partido. Esta vitória de Frauke Petry confirmou a viragem do partido para a direita, tornando-se, em muito, alinhado com os partidos de direita populista que têm ganho popularidade na Europa nos últimos anos.
Com a crise migratória na Europa a afectar, em especial, a Alemanha, a AfD tem subido a pique em popularidade, beneficiando do seu tom crítico em relação à política migratória de Angela Merkel e a sua crítica feroz ao Islão, religião maioritária dos refugiados. A AfD, graças a este discurso, tem captado eleitores e ,tornando-se, segundo as sondagens, o terceiro maior partido da Alemanha.
Esta subida de popularidade da AfD foi confirmada nas eleições estaduais de Março de 2016, realizadas em Baden-Württemberg, Renânia-Palatinado e Saxônia-Anhalt. O partido obteve resultados espectaculares conquistando, em todos os três Estados, mais de 10% dos votos, com especial destaque para Saxônia-Anhalt, onde ficou em segundo lugar, com 24% dos votos.
A AfD continuou a obter resultados espectaculares, como foi o caso das estaduais em Meclemburgo-Pomerânia Ocidental, região de origem da chanceler Angela Merkel, onde o partido, pela primeira vez, ultrapassou os democratas-cristãos da CDU, conquistando 20,8% dos votos, ficando em segundo lugar, atrás do Partido Social-Democrata.
Na conferência do partido em Abril de 2017, Frauke Petry anunciou que não iria ser a cabeça-de-lista do partido para as eleições federais de 2017. Este anúncio surgiu após uma crescente divisão interna enquanto o apoio do partido caiu, nas sondagens, de 15% no verão de 2016 para 7%, pouco antes da conferência. Björn Höcke, da extrema-direita da partido e Petry, estavam, ambos, a tentarem expulsarem-se do partido e, a decisão de Petry foi parcialmente vista como um passo para evitar uma votação na conferência sobre a questão da sua posição no partido. O partido escolheu Alexander Gauland, da ala conservadora que trabalhou como advogado e foi ex-membro da CDU, para liderar o partido nas eleições. Gauland apoiou a manutenção de Höcke no partido. Juntamente com Gauland, Alice Weidel, que é mais vista como moderada e com ligações às grandes empresas, foi eleita como sua companheira para as eleições. O partido aprovou uma plataforma que, de acordo com o Wall Street Journal: "exorta a Alemanha a fechar as suas fronteiras aos requerentes de asilo, acabar com as sanções contra a Rússia e sair da UE se Berlim não conseguir recuperar a soberania nacional de Bruxelas, bem como alterar a constituição do país para permitir que as pessoas nascidas de pais não alemães tenham sua cidadania alemã revogada se cometerem crimes graves".

## Objectivos

### Em relação a União Europeia
- A supressão do euro e substituição com moedas nacionais.
- Pronunciada contra  o "resgate do euro" (Euro-Rettungsschirm) que custou bilhões.
- Alteração dos tratados europeus, a fim de permitir que cada Estado deixe o euro.
- Propósito de "desburocratização da União Europeia" pelo retorno de competições nacionais.
- Restabelecimento do Estado de direito (sem novas violações dos critérios de Maastricht)
- Exigência de que o custo do resgate não seja suportado pelos contribuintes.

## Resultados eleitorais

### Eleições legislativas
| Data | Líder        | M. Uninominal | M. Uninominal | M. Uninominal | M. Uninominal | M. Proporcional | M. Proporcional | M. Proporcional | M. Proporcional | Deputados | +/- | Status            |
| Data | Líder        | CI.           | Votos         | %             | +/-           | CI.             | Votos           | %               | +/-             | Deputados | +/- | Status            |
| ---- | ------------ | ------------- | ------------- | ------------- | ------------- | --------------- | --------------- | --------------- | --------------- | --------- | --- | ----------------- |
| 2013 | Bernd Lucke  | 8.º           | 810 915       | 1,9 / 100,0   |               | 7.º             | 2 056 985       | 4,7 / 100,0     |                 | 0 / 631   |     | Extra-parlamentar |
| 2017 | Alice Weidel | 3.º           | 5 316 095     | 11,5 / 100,0  | 9,6           | 3.º             | 5 877 094       | 12,6 / 100,0    | 7,9             | 94 / 709  | 94  | Oposição          |
| 2021 | Alice Weidel | 4.º           | 4 695 611     | 10,1 / 100,0  | 1,4           | 5.º             | 4 803 902       | 10,3 / 100,0    | 2,3             | 83 / 736  | 11  | Oposição          |
| 2025 | Alice Weidel | 2.º           | 10 175 438    | 20,6 / 100,0  | 10,5          | 2.º             | 10 327 148      | 20,8 / 100,0    | 10,5            | 152 / 630 | 69  | Oposição          |

### Eleições europeias
| Data | CI. | Votos     | %             | +/- | Deputados | +/- |
| ---- | --- | --------- | ------------- | --- | --------- | --- |
| 2014 | 5.º | 2 065 162 | 7,0 / 100,0   |     | 7 / 96    |     |
| 2019 | 4.º | 4 103 453 | 11,0 / 100,0  | 4,0 | 11 / 96   | 4   |
| 2024 | 2.º | 6 324 008 | 15,89 / 100,0 | 4,9 | 15 / 96   | 4   |

### Eleições estaduais
Os resultados apresentados serão os das últimas eleições:
| Estado                          | Data | CI.            | Votos     | %            | Deputados | Status            |
| ------------------------------- | ---- | -------------- | --------- | ------------ | --------- | ----------------- |
| Baden-Württemberg               | 2021 | 5.º            | 473 485   | 9,7 / 100,0  | 17 / 154  | Oposição          |
| Baviera                         | 2023 | 3.º            | 2 000 435 | 14,6 / 100,0 | 32 / 203  | Oposição          |
| Berlim                          | 2021 | 5.º            | 145 712   | 8,0 / 100,0  | 13 / 147  | Oposição          |
| Brandemburgo                    | 2024 | 2.º            | 438 811   | 29,2 / 100,0 | 30 / 88   | Oposição          |
| Bremen                          | 2023 | Não participou | 0         | 0,0 / 100,0  | 0 / 84    | Extra-parlamentar |
| Hamburgo                        | 2025 | 5.º            | 329 066   | 7,5 / 100,0  | 10 / 123  | Oposição          |
| Hesse                           | 2023 | 2.º            | 490 894   | 18,4 / 100,0 | 28 / 133  | Oposição          |
| Meclemburgo-Pomerânia Ocidental | 2021 | 2.º            | 152 775   | 16,7 / 100,0 | 14 / 79   | Oposição          |
| Renânia do Norte-Vestfália      | 2020 | 5.º            | 388 768   | 5,2 / 100,0  | 12 / 195  | Oposição          |
| Renânia-Palatinado              | 2021 | 4.º            | 145 383   | 7,6 / 100,0  | 9 / 101   | Oposição          |
| Sarre                           | 2022 | 3.º            | 25 719    | 5,7 / 100,0  | 3 / 51    | Oposição          |
| Saxônia                         | 2024 | 2.º            | 719 279   | 30,6 / 100,0 | 40 / 120  | Oposição          |
| Saxônia-Anhalt                  | 2021 | 2.º            | 231 871   | 20,8 / 100,0 | 23 / 97   | Oposição          |
| Schleswig-Holstein              | 2022 | 6.º            | 62 413    | 4,4 / 100,0  | 0 / 69    | Oposição          |
| Turíngia                        | 2024 | 1.º            | 396 704   | 32,8 / 100,0 | 32 / 88   | Oposição          |